# Alessandro Galilei
Pour les articles homonymes, voir Galilei.
Alessandro Maria Gaetano Galilei (25 août 1691, Florence - 21 décembre 1736, Rome) est un architecte, mathématicien et théoricien de l'architecture florentine du début du XVIIIe siècle.

## Biographie

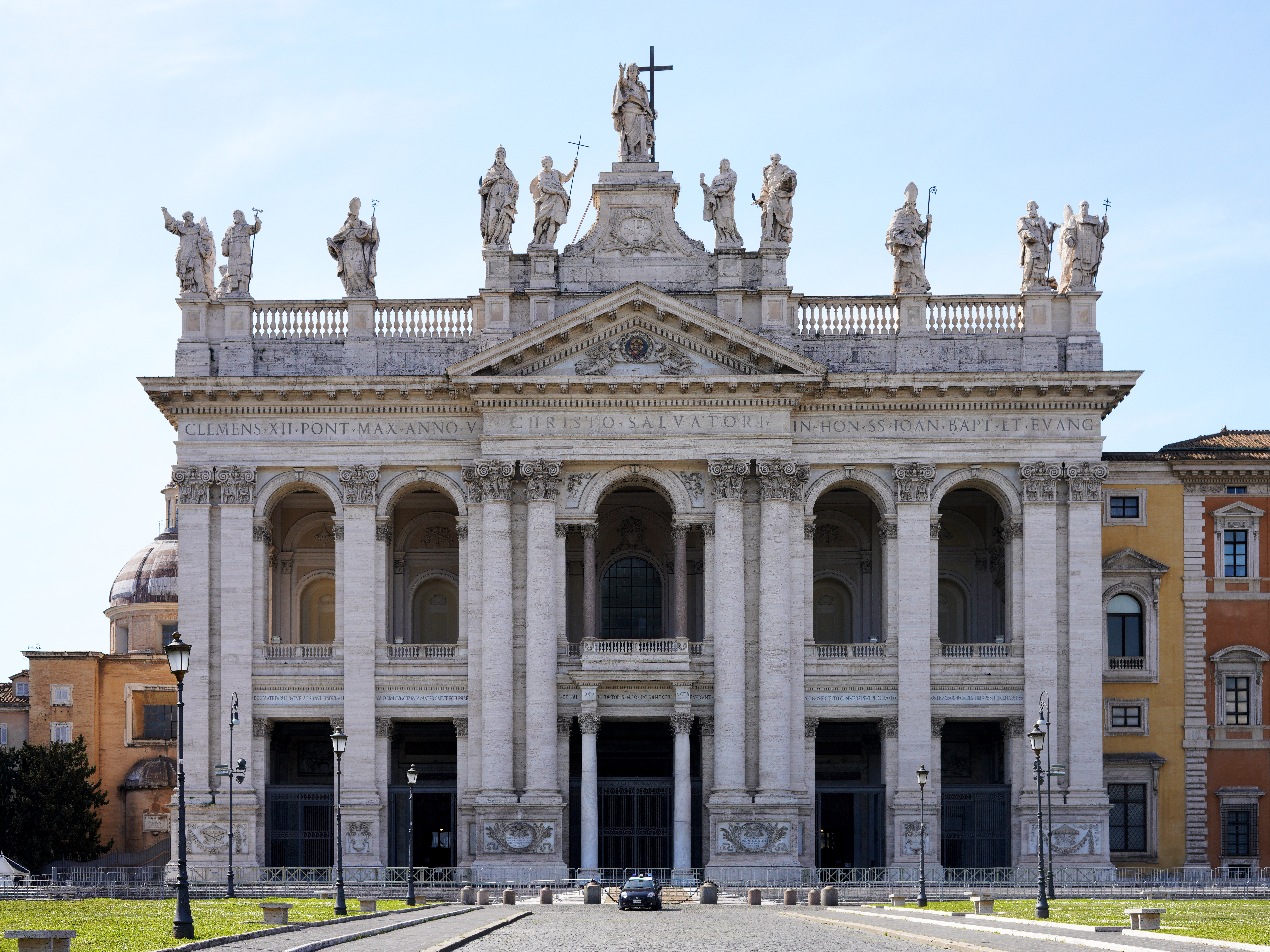
Galilei est connu pour la façade de la basilique Saint-Jean-de-Latran, Rome, 1733-35.

Alessandro Galilei reçoit une formation d’architecture et d’ingénierie sous Anton Maria Ferri, une remarquable figure de l’Accademia dei Nobili. Avec celui-ci, Galilei étudie les techniques de construction, la géométrie dans l'espace et la physique hydraulique.
Des Lords, impressionnés par le classicisme de ses premières œuvres, l’invitent à Londres en 1714. Il participe alors à des projets architecturaux, notamment avec Nicholas Dubois. À l’époque, le seul architecte italien notable à Londres est Giacomo Leoni. Les deux architectes partagent un penchant pour le classicisme qui plait aux anglais alors que le baroque est à la mode en Italie au même moment.
En 1718, Robert Molesworth, 1er vicomte de Molesworth (en), emploie Galilei en Irlande. C’est à cette occasion qu’il rencontre William Conolly, orateur au Parlement Irlandais lorsque celui-ci commence la construction de Castletown House, près de Dublin. Galilei imagine la façade du corps de logis de Castletown, l’une des plus belles demeures de style palladien en Irlande. Cependant il retourne en Italie en 1719, et n'est pas associé au reste de la conception de la demeure ; qui par ailleurs débute en 1722 sous la direction du jeune architecte anglo-irlandais Edward Lovett Pearce. Celui-ci rencontre Galilei à Florence lorsqu’il fait son Grand Tour en Italie dessinant les villas de Palladio. Pearce introduit le palladianisme en Irlande.
Après 1719, Galilei est nommé Ingegnere delle fortezze e fabbriche di corte (Ingénieur des bâtiments et forteresse de la cour) des grands-ducs de Toscane Cosme III de Médicis et Jean-Gaston de Médicis. Il rénove notamment le cœur de la cathédrale de Cortone. Il est aussi le concepteur de la façade de la basilique Saint-Jean-de-Latran, à Rome.